# Ворынино (Владимирская область)
Ворынино — деревня в Камешковском районе Владимирской области России, входит в состав Второвского сельского поселения.

## География
Деревня расположена в 11 км на юго-запад от центра поселения села Второво, в 21 км на восток от Владимира и в 25 км на юго-запад от Камешково.

## История
В конце XIX — начале XX века деревня входила в состав Давыдовской волости Владимирского уезда. В 1859 году в деревне числилось 20 дворов, в 1905 году — 25 дворов, в 1926 году — 31 хозяйство и начальная школа.
С 1929 года деревня входила в состав Давыдовского сельсовета Владимирского района, с 1940 года — в составе Камешковского района, с 2005 года — в составе муниципального образования Второвское.

## Население
| 1859 | 1905 | 1926 |
| ---- | ---- | ---- |
| 121  | 198  | 135  |

| 1859 | 1905 | 1926 | 2002 | 2010 | 2021 |
| ---- | ---- | ---- | ---- | ---- | ---- |
| 121  | ↗198 | ↘135 | ↘4   | ↘2   | ↗9   |